# علی افخمی
علی افخمی عقدا (متولد ۱۳۳۱ در عقدا) زبان‌شناس ایرانی است.
وی بنیان‌گذار و رئیس دانشکده زبان‌های خارجی دانشگاه تهران به مدت ۱۱ سال و نیز اولین رئیس انتخابی استادان دانشکده ادبیات و علوم انسانی دانشگاه تهران بوده است. همچنین ریاست پردیس دانشکده‌های علوم انسانی دانشگاه تهران، کتابخانه مرکزی و مرکز اسناد دانشگاه تهران و مؤسسه لغت‌نامه دهخدا و مرکز بین‌المللی آموزش زبان فارسی را بر عهده داشته است. در زمان تصدی ریاست مؤسسه دهخدا، این مؤسسه رشد زیادی کرد و در جوامع بین‌المللی به شهرت رسید. وی یکی از کاندیداهای اصلی تصدی ریاست دانشگاه تهران و وزارت علوم توسط استادان و دانشجویان دانشگاه تهران، در دوره‌های مختلف بوده است. از وی به عنوان برترین مشاور بین‌الملل دانشگاه تهران یاد می‌شود. او از سال ۱۳۶۷ تا کنون عضو شورای دانشگاه تهران بوده است. علی افخمی به مدت دو سال در سال‌های ۱۳۶۵ و ۱۳۶۴ معاون نماینده ایران در سازمان یونسکو و معاون کمیسیون ملی یونسکو بوده است. همچنین به مدت ۱۲ سال عضو شورای بررسی متون و کتب علوم انسانی بوده است. وی بیش از ۱۱ کتاب در زمینه‌های مختلف زبانشناسی تألیف نموده است.

از راست (ردیف اول): یدالله ثمره، علی افخمی، احمد احمدی، علی‌اشرف صادقی و غلامحسین کریمی دوستان، خردادماه ۱۳۹۰

## تحصیلات
- گذراندن تحصیلات ابتدایی و دبیرستان و دریافت دیپلم طبیعی در یزد
- کارشناسی زبان انگلیسی، دانشگاه تبریز، ۱۳۵۴
- دیپلم عالی زبان انگلیسی، دانشگاه کمبریج، ۱۹۷۶
- دیپلم عالی زبان فرانسه، دانشگاه سوربن، ۱۹۸۰
- کارشناسی ارشد زبان‌شناسی، دانشگاه پاریس، ۱۹۸۱
- دکترای زبان‌شناسی، دانشگاه پاریس، ۱۹۸۵

## آثار
- فرهنگ توصیفی نقد ادبی (فرانسه-فارسی)، علی افخمی، ژاله کهنمویی‌پور، نسرین‌دخت خطاط، تهران: انتشارات دانشگاه تهران، ۱۳۸۱
- طرح تصحیح تذکرةالعارفین اثر ملا محمد جعفر عقدایی یزدی
- بررسی زبان‌شناختی ترجمه قرآن کریم به زبان فرانسه
- ترجمه کتاب جامعه‌شناسی زبان
- ترجمه کتاب فرا نظریه‌های زبان‌شناسی اجتماعی
- نقش ساختار اطلاعی در ترجمه با تکیه بر ترجمه‌های قرآن کریم (فارسی- فرانسه- انگلیسی)
- فارسی عمومی برای کلیه رشته‌های کارشناسی (کار مشترک): انتشارات سخن
- فرهنگ واژه‌های کهن فارسی (فارسی به فارسی، فارسی به انگلیسی)
- ترجمه کتاب زبان و قدرت اثر نورمن فرکلاف
- معرفی نسخه خطی تذکرة العارفین و علمای عقدا (از اعلام قرن ۱۳ هجری قمری در دفتر سیزدهم - نسخه‌های خطی از انتشارات کتابخانه مرکزی دانشگاه تهران)
- چاپ و نشر مجدد نشریه نسخه‌های خطی کتابخانه مرکزی و مرکز اسناد دانشگاه تهران (که پیش ار این -به همت استاد دانش‌پژوه) ره (و استاد ایرج افشار منتشر می‌شد ولی از سال ۱۳۶۴ به مدت ۲۲ سال تعطیل بود)

## سوابق مدیریتی
- ریاست مؤسسه لغتنامه دهخدا و مرکز بین‌المللی آموزش زبان فارسی بعد از مرحوم علامه سید جعفر شهیدی از سال ۱۳۸۷ تا کنون
- ریاست پردیس دانشکده‌های علوم انسانی دانشگاه تهران (شامل دانشکده‌های ادبیات و علوم انسانی، دانشکده زبانهای خارجی، دانشکده حقوق و علوم سیاسی، دانشکده الهیات، دانشکده مطالعات جهان)
- بنیان‌گذار و رئیس دانشکده زبان‌های خارجی دانشگاه تهران
- ریاست کتابخانه مرکزی و مرکز اسناد دانشگاه تهران ۱۳۸۷–۱۳۸۵
- ریاست دانشکده ادبیات و علوم انسانی دانشگاه تهران (اولین رئیس انتخابی اعضای هیئت علمی) به مدت سه سال ۱۳۸۵–۱۳۸۲